# Копыл, Евгений Петрович
Евге́ний Петро́вич Копыл (укр. Євген Петрович Копил; 25 мая 1986, Киев, Украинская ССР, СССР) — украинский футболист, вратарь.

## Биография
Воспитанник киевского футбола. В ДЮФЛ выступал за ДЮСШ-15 (Киев). С 2003 года по 2007 года выступал за «Динамо-3», «Динамо-2» и дубль киевского «Динамо». В дубле Евгений провёл 8 игр. В июле 2007 года побывал на просмотре в полтавской «Ворскле». Но перешёл в польский клуб «Заглембе» (Сосновец). В Экстраклессе дебютировал 27 октября 2007 года в матче против любинского «Заглембе» (2:1). Летом 2008 года перешёл в «Заглембе» (Любин).